# 広尾岳
広尾岳（ひろおだけ）は、北海道の広尾郡広尾町にある標高1,231mの山である。

## 概要
日高山脈を構成する南日高の山で、主稜線上のピロロ岳と斑計山の間にある標高1186mの無名峰から広尾町側に伸びた支稜線上に位置する。
山名の「広尾」はアイヌ語の「ピルイ（砥石がとれる所）」が語源とされるが、一説には「ピロロ（影）」とする説もあり、後者のアイヌ語は北西にあるピロロ岳に使われている。

## 登山
登山道は存在しないが踏み跡が複数個所にあるためか、無雪期に登られることが多いものの藪漕ぎ箇所もある。道道987号から茂寄幹線を進み西広尾林道へ入り途中で林道を外れ西広尾川を徒渉し、広尾岳の北側の尾根か沢を登って山頂へ登るのがメインルートである。山頂には薄くなってしまい読むことができなくなった看板が置いてある。